# 泰勒·布思
泰勒·安东尼·布思（英語：Taylor Anthony Booth，2001年5月31日—）是一位美国足球运动员，自2019年起加盟拜仁慕尼黑青训营，现效力荷兰甲组足球联赛球队乌德勒支，于场上可胜任中场多个位置。布思也为美国各级国家青年队效力，并随U-17国少队参加了2017年在印度举行的U-17世界杯。

## 俱乐部生涯

### 早期
2001年5月31日，布思出生在犹他州落基山脚下韦伯县一个人口仅600人的小镇伊登。该地区深受基督教其一教派——摩门教的影响，而布思则是耶穌基督後期聖徒教會的信徒。出生仅几个月后，布思便遭到斜颈（颈部错位）的困扰，但得到治疗。其父母规划了他的进一步发展，使他在高中和大学都能踢上足球，而泰勒的长兄和弟弟二人也从事足球运动。据他的母亲表示，泰勒所学会的第一个单词便是“球”（ball）；此外为了满足热爱足球的儿子，其家庭花园和房子的地下室都被改造成了足球场地。
在大约5岁的时候，布思便得以在其父亲长期执教的美国青年足球组织中接受系统的足球训练。11岁时，他又被离家大约一小时车程、位于南韦伯的拉罗卡足球俱乐部（La Roca Futbol Club）录取。这家以西班牙语命名的俱乐部是由智利人阿道夫·奥瓦列于2005年创办的一所足球学校，他曾作为职业足球员在自己的祖国、厄瓜多尔和最近的犹他闪击效力。在奥瓦列为这位年轻才俊的足球事业铺平道路之后，仅仅三年，14岁的布思不但告别了拉罗卡俱乐部，还离开了父母的家。

### 皇家盐湖城
2016年，布思转投皇家盐湖城青训营，加入其最年轻的U-15少年队。作为2002年冬季奥林匹克运动会的主办地，盐湖城的冬季漫长且多雪；为了改善训练条件，该俱乐部的青年学院在2018年以前都设在亚利桑那州温暖的卡萨格兰德，距离布思的父母家有逾900公里远。
在青年学院里，布思进一步发展了自己的足球才能，并获得各级国家青年队的征召，也曾多次随队前往欧洲参赛。2017年秋季，他跟随美国U-17国家队参加了在印度举行的U-17世界杯，并与队友一同打进了四分之一决赛，仅在随后以1比4不敌英格兰而止步。然而，这位中场多面手已经受到各界的关注——他通常以6号位的身份出现在国家队中，但更喜欢在8号或10号位中发挥更具进攻性的角色。

### 拜仁慕尼黑
布思最终面临是留在盐湖城步入职业足球、或是接受来自不同国家的众多报价之一的选择。无论如何，他的梦想目的地是欧洲，因此将其选择最终落在了来自德国的班霸拜仁慕尼黑。然而，作为非欧盟公民，这位男孩尚未达到法定允许的年龄，必须直至2019年5月他满18岁时方可转会。最终，得益于其曾祖父是从西西里岛移民美国，因此布思通过一个耗时的程序获得了意大利国籍，并在慕尼黑随队训练了一段时间之后，得以自2019年2月起为拜仁效力。
在拜仁，布思原计划加入U-19梯队，但在首次跟随业余队前往训练营、包括在得克萨斯州的达拉斯进行一场测试赛时，他却不幸受伤缺席。自2019年3月起，伤愈复出的布思才得以跟随U-19队首次参加青年德甲联赛，并在赛季末站稳主力中场。在时任主教练塞巴斯蒂安·赫内斯的率领下，拜仁U-19队于当季青年德甲仅名列南区第四。
由于新的伤病困扰，布思没有出现在2019-20赛季的开局阶段。他随后于10月重新加入球队，在中场或防守中场位置上担任主力，还经常在欧洲青年联赛中登场。至2020年3月，随着新冠病毒疫情蔓延至青少年赛事，该赛季最初被中断，并最终暂停。此时，布思所在的U-19队正名列青年德甲首位，但在欧洲青年联赛则止步十六强。然而，对于拜仁业余队而言，德丙联赛自2020年6月起得以闭门作赛的形式复办，时年19岁的布思便在那里获得了兩次出场机会，并在季末随队夺得德丙冠军。
接下来的一个赛季，布思再因韧带撕裂而缺席了开局，直到深秋才为拜仁二队多出场兩次。

### 圣珀尔滕
为了获得更多的比赛机会，他于2021年2月被外借至奥地利足球超级联赛球队圣珀尔滕，直至赛季结束。布思在新东家的首场比赛中没有出场，但参与了第二场对阵的比赛，并送出一记助攻帮助球队以1比1逼平对手。自那时起，他成为了奥超联赛的常客，有时会作为替补登场并司职不同的位置。至赛季结束时，布思共在奥超出场15次及射入3球。然而，该赛季对圣珀尔滕而言并不成功，在经历五年的顶级联赛之后，球队于季末降入次级联赛。

### 重返拜仁慕尼黑
结束奥超的征程后，布思于2021-22赛季重返拜仁二队；与此同时，该队已降入德国第四级的巴伐利亚地区联赛。但在拜仁新任主教练尤利安·纳格尔斯曼麾下，他偶尔也会被召入一线队大名单。2021年8月底，时年20岁的布思在德国足协杯首轮以12比0大胜不来梅的比赛中，于第68分钟替换勒鲁瓦·萨内登场，完成职业队首秀。

## 国家队生涯
布思曾入选美国各级国家青年队，并随美国U-17国家队参加了2017年在印度举行的U-17世界杯。他在这届赛事中出场2次，其中包括以1比4不敌英格兰的四分之一决赛。
2019年，在U-19组别之后，由于在等待转会资格期间以及转会后的长期在替补上，加上美国U-20国家队中场位置的激烈竞争，布思未能从U-19国家队跃升至U-20国家队，从而错过了2019年在波兰举行的U-20世界杯。

## 个人生活
泰勒·布思的胞弟扎克·布思也是一位足球运动员，于2020年9月同样来到欧洲，加盟了英超俱乐部莱斯特城的青训营。 